# Disticholiparis
Disticholiparis é um género botânico pertencente à família das orquídeas (Orchidaceae).